# 九份
25°06′25″N 121°50′35″E / 25.107°N 121.843°E
九份，是臺灣新北市瑞芳區的一個聚落，與基隆山遙望；整個小鎮座落於山坡地上，也因此形成了獨特的山坡和階梯式建築景觀。相較於今日行政區，其範圍大致包括石山里不含東北部、新山里、永慶里東南端、瓜山里、銅山里。
九份早期因金礦而興盛，礦坑挖掘殆盡後一度沒落。1990年代後的電影《悲情城市》在此取景，以及2001年上映的動畫電影《神隱少女》與此地極為相似，使得九份獨特的舊式建築、坡地及風情吸引國內外的注目，也為此地區重新帶來生機，成為觀光景點。

## 歷史

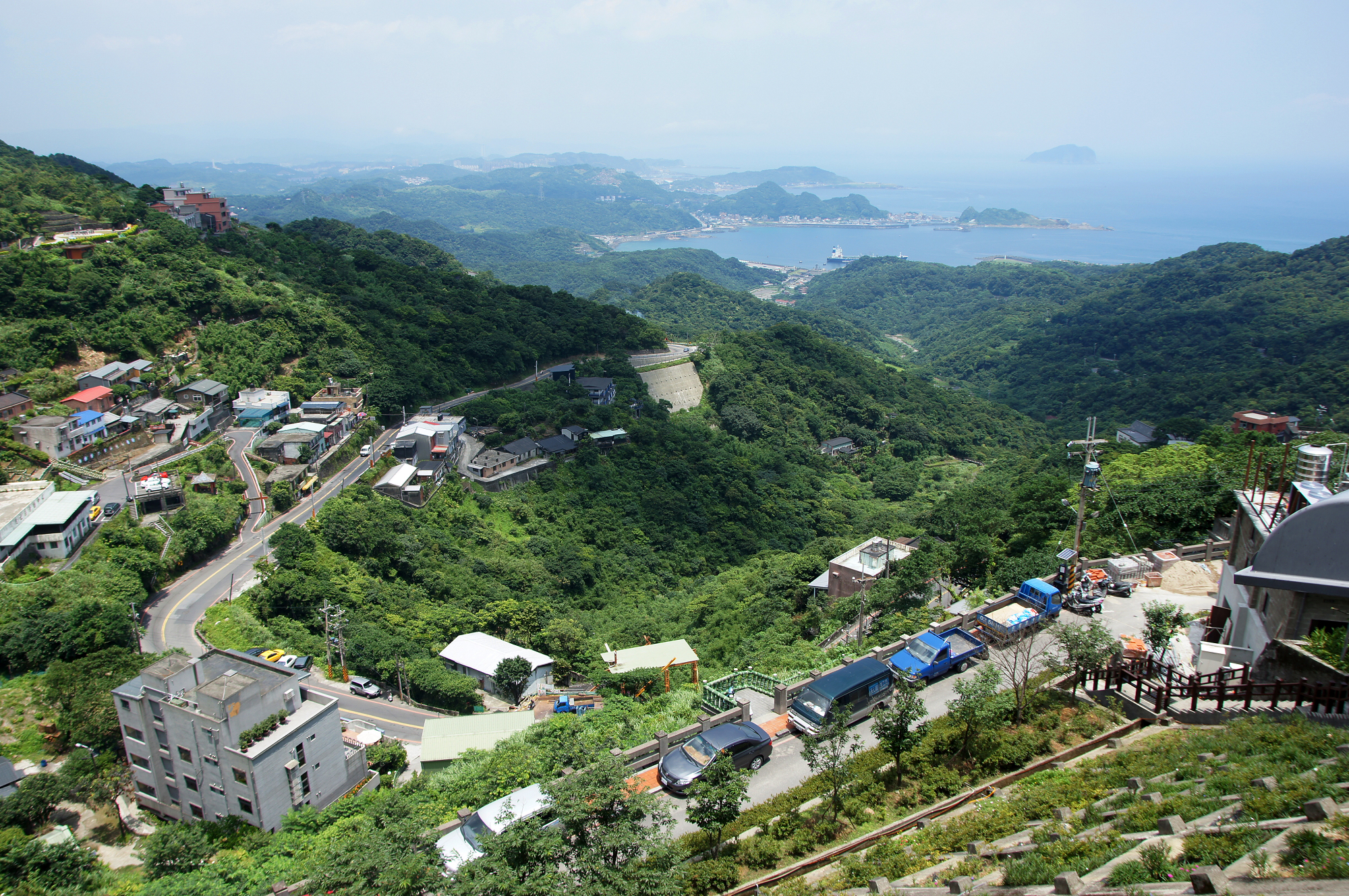
九份可見基隆北海岸

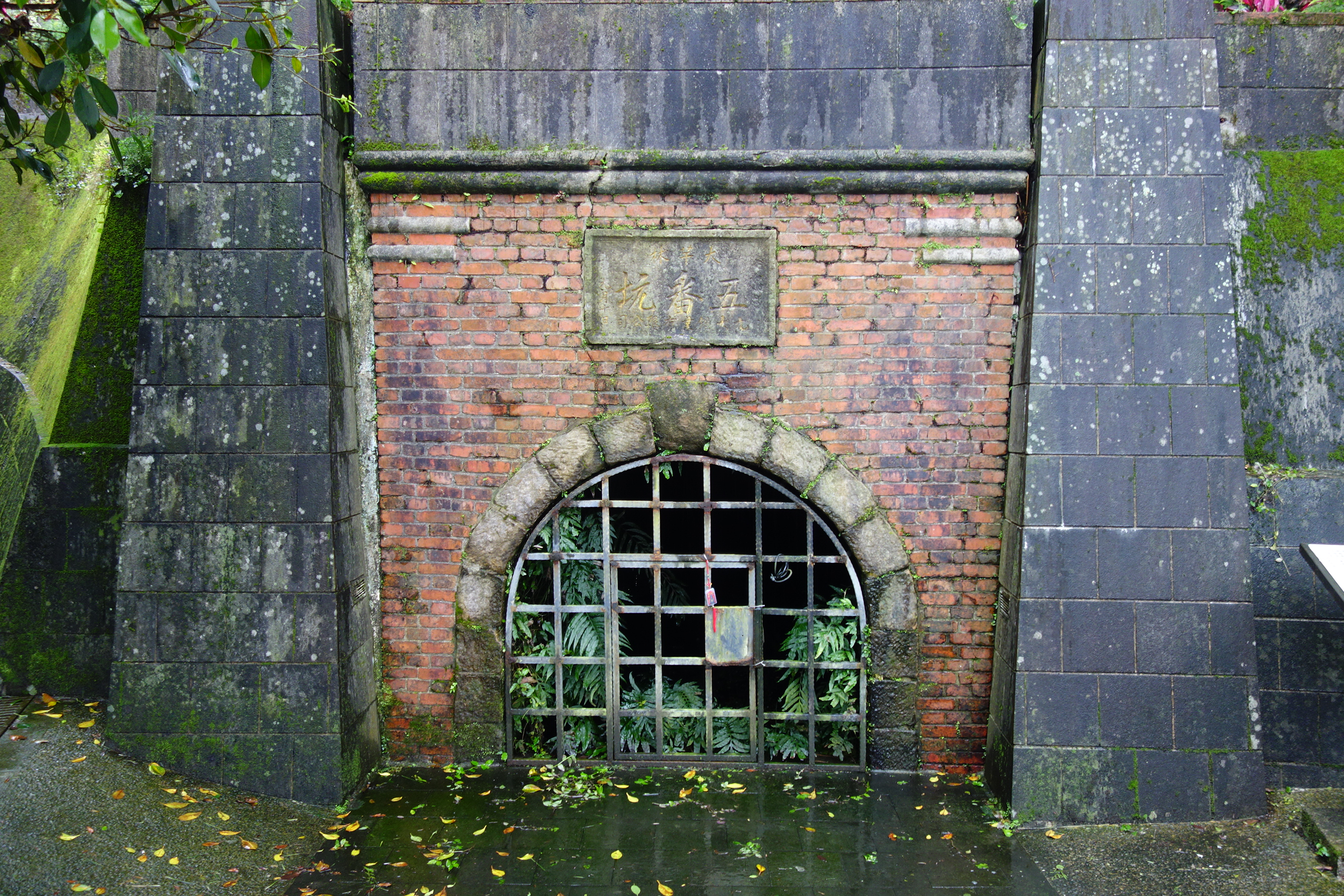
五番坑

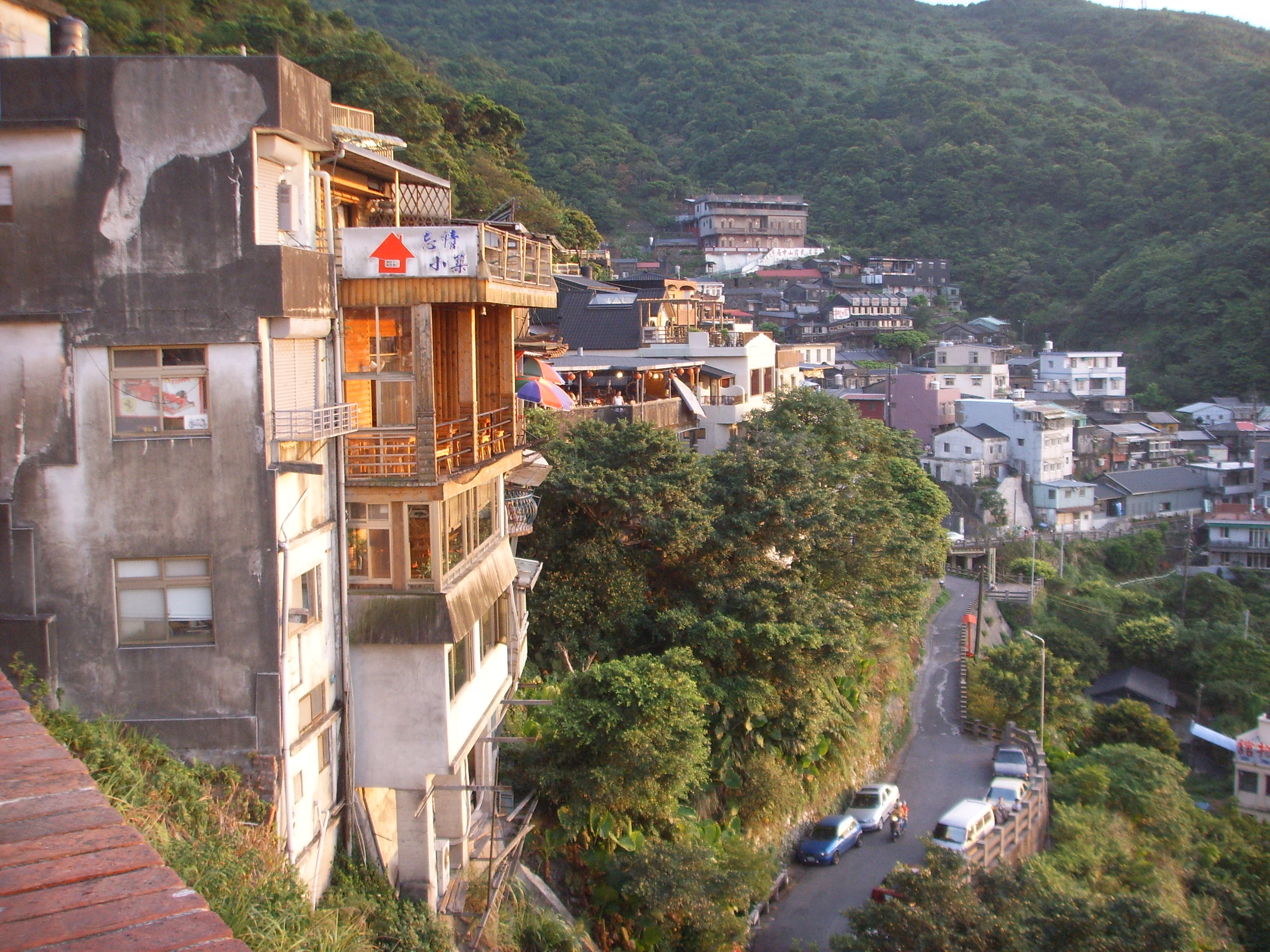
九份街道一景

### 地名緣由
九份，當地稱為「九份仔」，地名由來與許多台灣舊地名類似，出自於漢人墾拓按股份持分，取名慣以數字加上「股」、「份」、「鬮」、「結」而命名。更精確的說法是：早年九份居民多以採樟樹煮樟腦為業，有90口腦（樟腦）灶，10口灶為一份，共有九份。
台灣日治初期，九份聚落劃歸「焿仔藔庄」管轄，而東側的另一聚落金瓜石劃歸「九份庄」管轄，兩者皆屬隸屬於基隆堡。1920年（大正九年）全台行政區劃改制，日本政府分別將焿仔藔庄、九份庄改制為「焿子寮」、「九份」兩個大字。1933年（昭和八年），臺灣總督府下令「九份」大字改名為「金瓜石」大字。

### 採金歷史

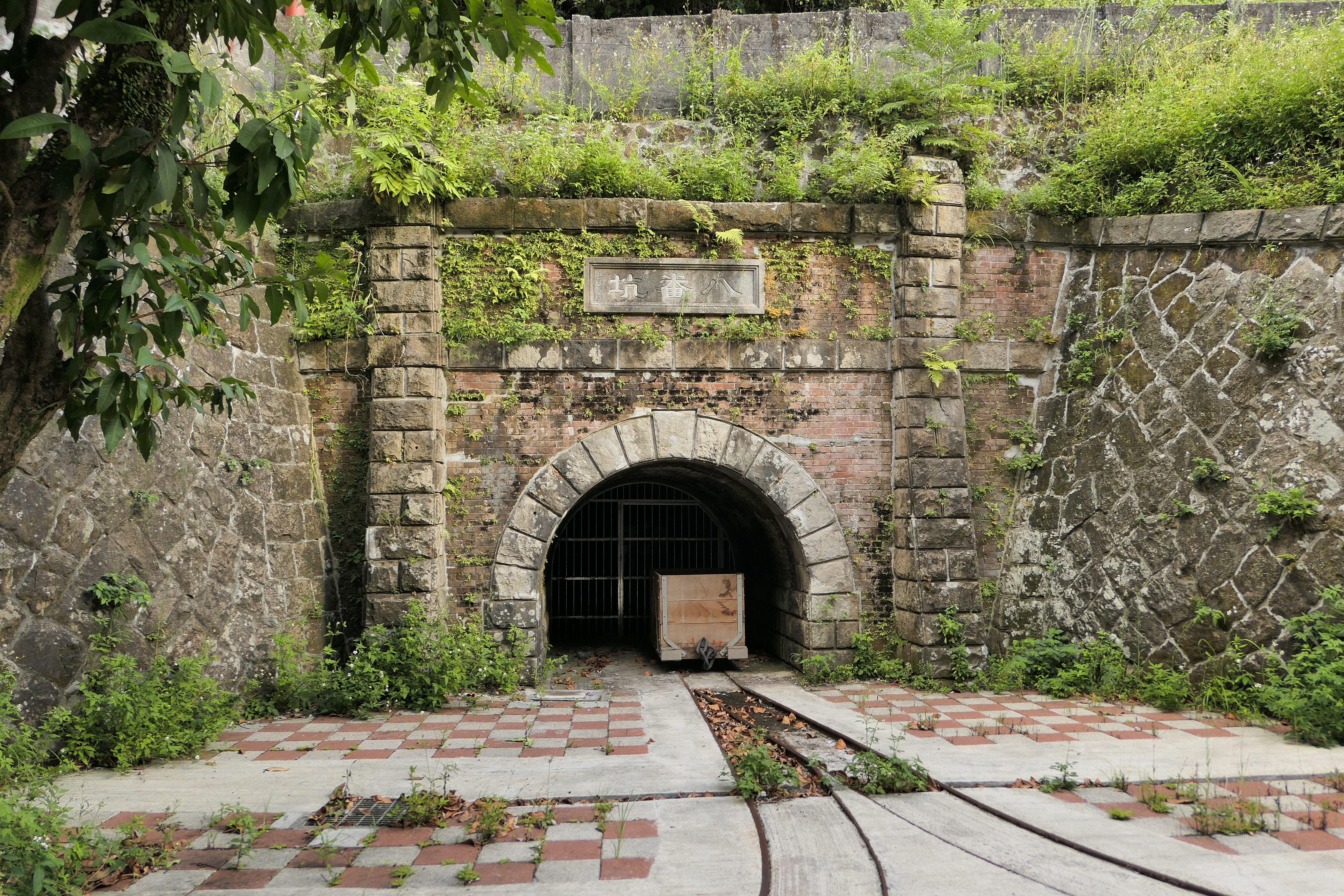
八番坑

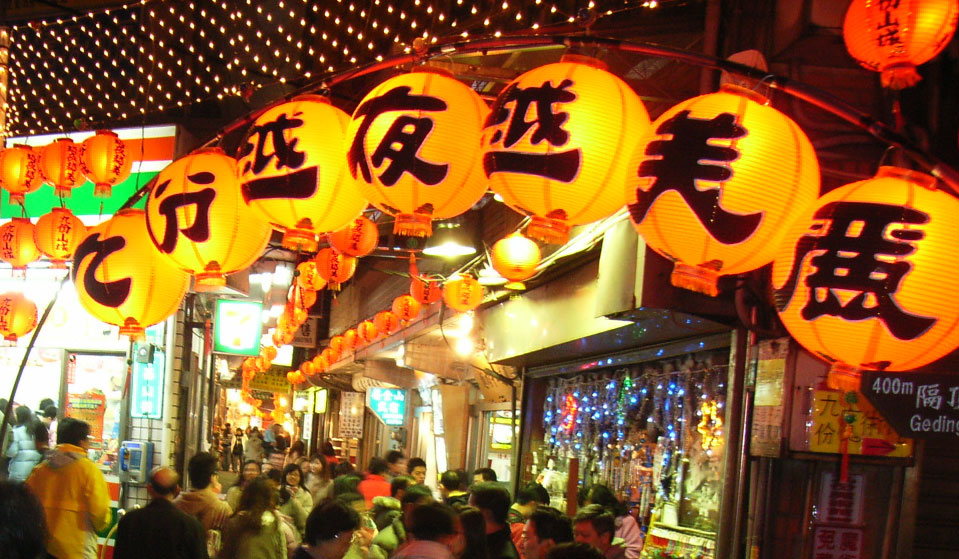
九份主要觀光街道——基山街夜景

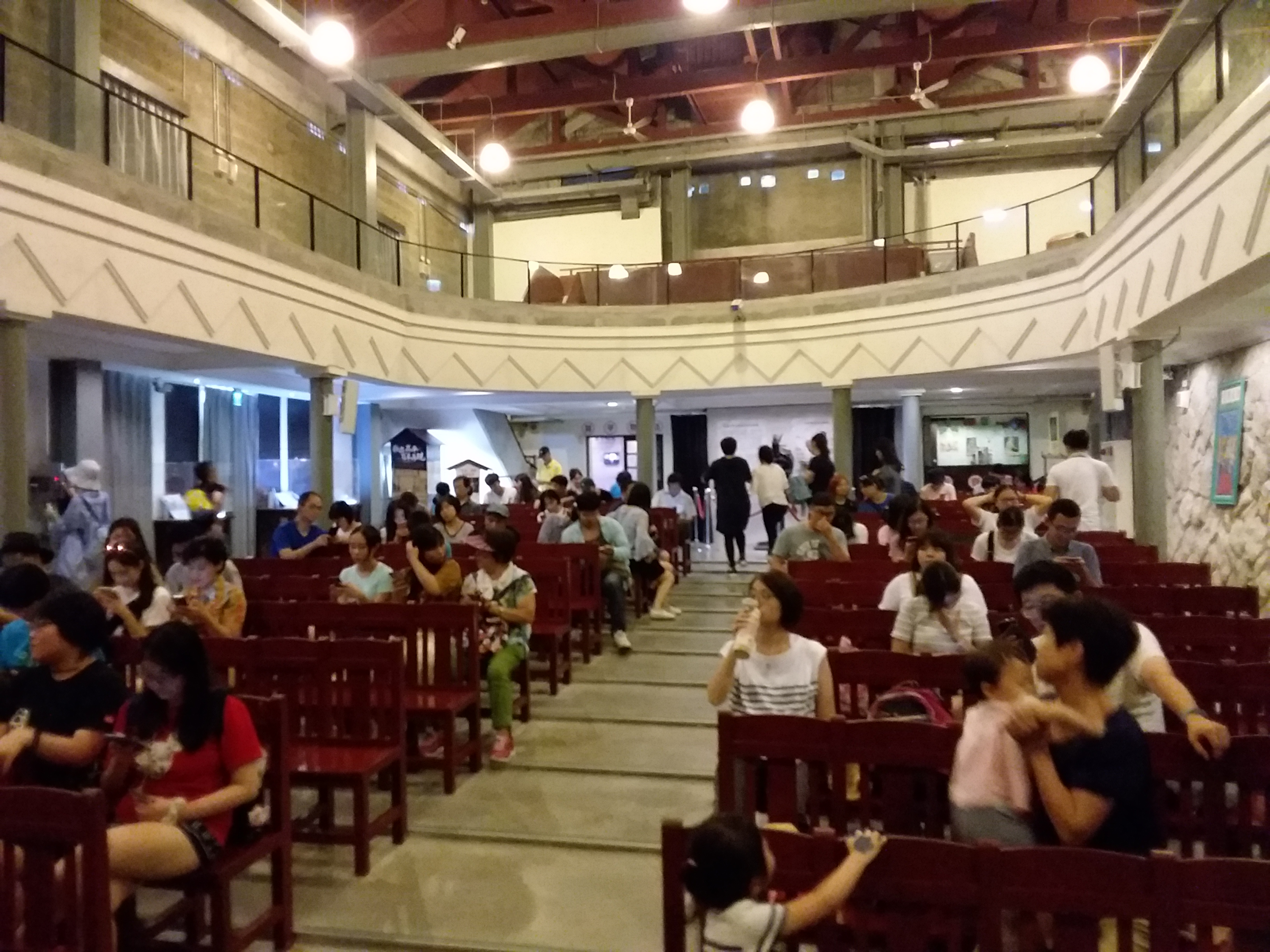
九份的重要景點——昇平戲院

基隆河產金在清朝即有傳聞，而於1889年間因建築基隆臺北鐵路而發現金脈，築路工人在八堵附近河床砂礫中發現砂金，逐漸溯流而上至大粗坑。九份在1892年發現金礦，1893年金瓜石本山礦體發現金礦，自此開始了此地的淘金人潮及採金歷史。
日治時代後，日本人及基隆顏氏家族相繼擁有九份一帶的礦權，尤其在顏家的經營之下，九份進入出產金礦的鼎盛時期，同時也在附近開挖煤礦。當時繁榮的盛況，曾有俗諺云：「上品送金九，次品輸台北。」
日治時期，瑞芳九份金山礦區約有189萬多坪，當時和金瓜石和武丹坑號稱為臺灣三大金山。在1903年到1904年間，三座台灣金山的黃金年產量可與日本本土的產金量相匹敵。
由於九份與金瓜石都產金，自然將兩個地名聯想在一起，但兩處的管理方式和採金方式不同，礦區文化與生活也截然不同。九份自日治時期至終戰後，交由臺陽礦業管理，有很長期間採承包制度，而金瓜石地區之金礦均採直營開採，從不曾實施過承包制度，大部分時間皆屬官方經營。1945年戰後，九份的黃金產量曾一度恢復，但1957年後開始衰退，最終於1971年正式結束開採，大部分礦工也將目標轉向煤礦。

### 觀光
2001年，九份商圈店家正式成立九份商圈聯誼會。2008年11月底，經濟部中小企業處實施「創新科技示範應用群聚分項計畫」，於九份地區導入群聚網站、免費無線Wi-Fi上網（範圍為基山街與豎崎路熱門地區，約90%區域可收到Wi-Fi訊號）、電子商務市集、即時影像系統（可瀏覽風景、人潮與天氣）、QR Code系統（目前應用於介紹店家與產品）等相關技術，讓古樸的九份山城增添了現代化的數位應用。

### 沿革
- 清領時期，九份屬於基隆廳雞籠堡焿仔藔庄，道光初年有開發的痕跡。
- 1893年（清光緒19年），九份地區發現砂金，開始了此地的淘金人潮以及採金的歷史。
- 1903年11月1日（日本明治36年），焿仔藔庄屬於基隆廳基隆堡第三區所管理。
- 1920年10月1日（日本大正9年），焿仔藔庄改制為「焿子寮」大字，屬於台北州基隆郡瑞芳庄所管理。
- 1945年（日本昭和20年、民國34年）戰後，九份的黃金產量曾一度恢復。
- 1957年後開始衰退，最後於1971年正式結束開採，大部分礦工也將目標轉向煤礦，或朝向其他產業出外發展。
- 1989年（民國78年），發行電影《悲情城市》（A City of Sadness），此後九份基山街地區的商業活動開始逐漸轉向為觀光客服務的消費型態（原先是依存在農會、郵局、雜貨店系統）。
- 2001年，九份商圈店家正式成立九份商圈聯誼會。

### 現況
自侯孝賢導演拍攝電影《悲情城市》之後，此地區受到政府當局與民眾熱捧，成為民眾假日休閒與世界各國旅客來臺觀光的選項之一。
教育方面有九份國小、欽賢國中，但因少子化之影響，此地算是偏遠地區，接受當地初級教育的學生較少。有的學生在國中便選擇出外就讀，如瑞芳國中和時雨中學等。

## 特色

### 九份老街

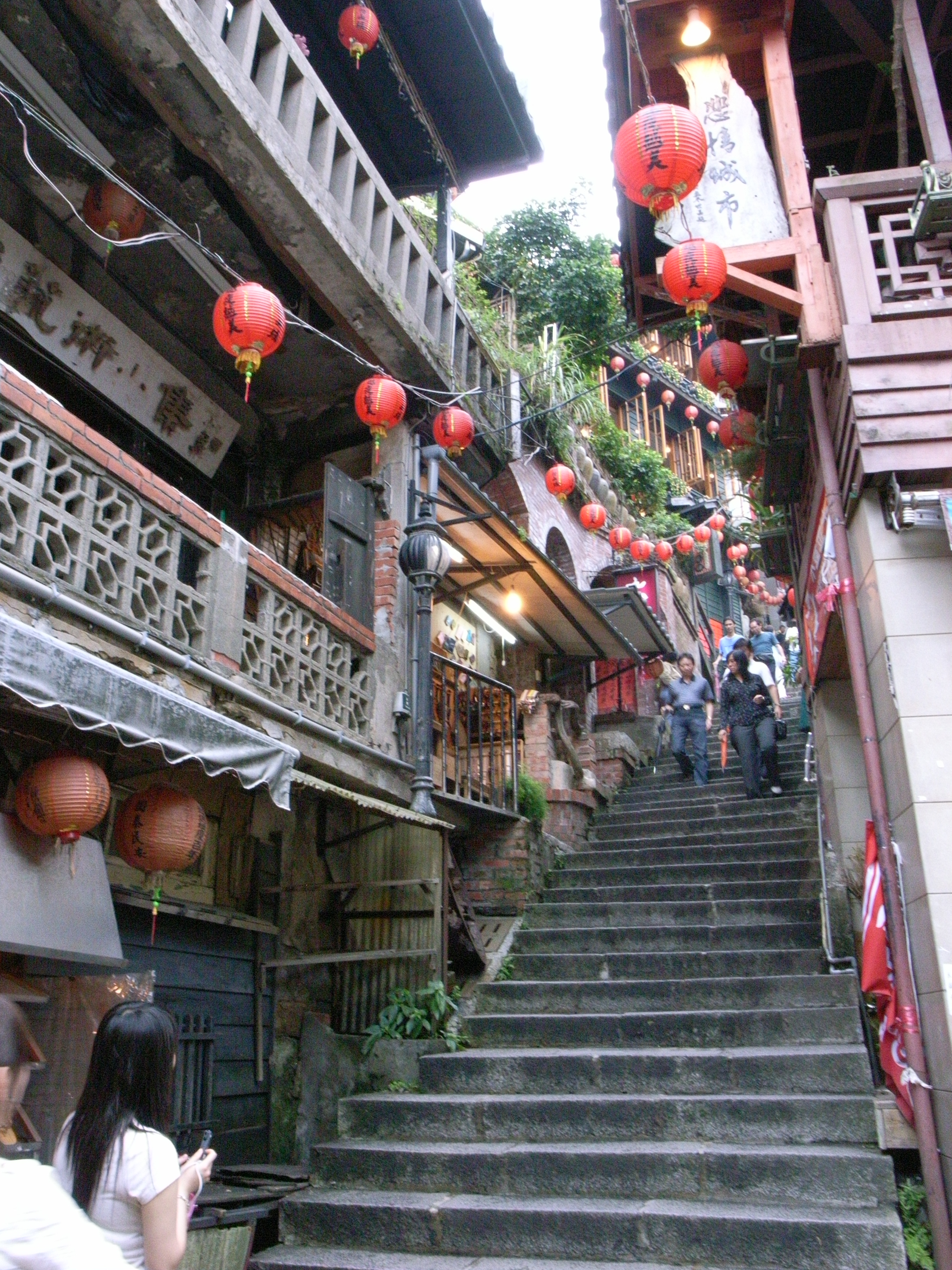
豎崎路上的茶樓，上面有「悲情城市」四字

九份的懷舊景觀吸引許多觀光客的到訪，其老街由多條街路組合而成，均源自臺語命名。鬧區主要聚集在基山街、豎崎路及輕便路等街道。
- 基山街（臺語：Ki-san-ke）：有「九份老街」之稱，是九份最熱鬧的街道，由於這裡曾是民眾夜晚常聚之所，所以在過去又稱暗街仔（臺語：Àm-ke-á），無論是平日或假日皆有絡繹不絕的擁擠人潮，小吃芋仔番薯、九份第一家開業，擁有百年以上歷史建築的九份茶坊，以及九份文史工作室都設置於此，還有觀景台可遠眺海景。基山街內的九重町客棧是九份一個舊式建築中的佳作，橘黃色燈光也給人懷舊的印象。

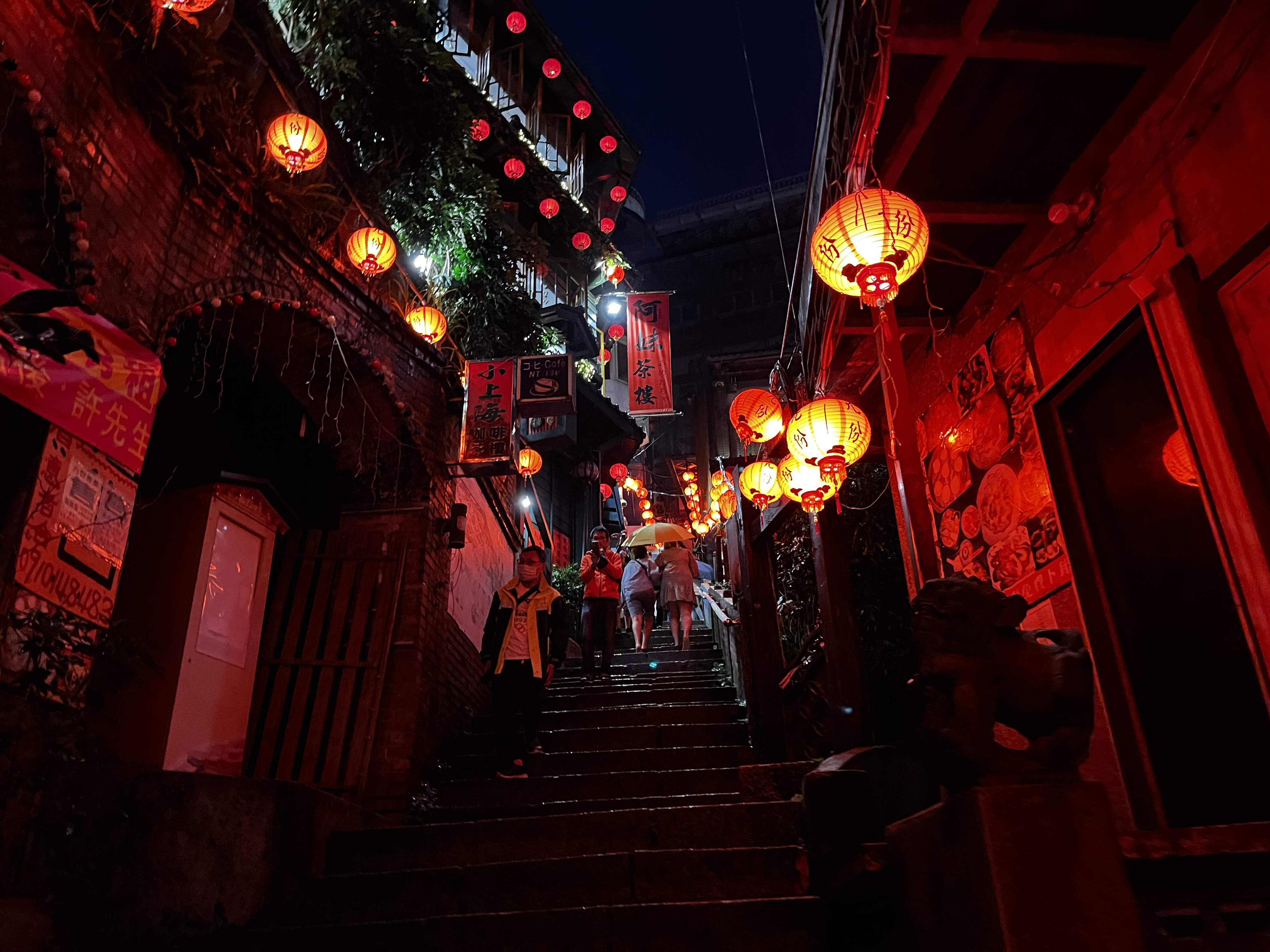
九分燈光夜景

- 豎崎路（臺語：Khiā-kiā-lōo）：臺語意思就是陡坡路。是特殊的「丰」字道路，為九份的直向道路，為一條300多階石梯的階梯路，有很多觀景茶館聚集於此街道。舊道口（基山街口）也設有觀景台，可從九份觀賞北海岸的綿延海景。很多舊式建築都聚集在此，觀景茶館聚集，其中在豎崎路與輕便路交會處可看到九份最著名的建築，也是全台灣首家電影院－昇平戲院。
- 輕便路（臺語：Khing-piān-lōo）：臺語的「輕便」指輕便臺車，此路原通往五番坑礦坑，後來台車於1954年拆除後，便成為九份的重要街道。輕便路前段有城隍廟和教會，是當地的宗教信仰區。不少民宿聚集在此，有九份金礦城懷舊壁畫，還有一些花店也在輕便路上。
- 鑽厝巷（臺語：Tsǹg-Tshù-hāng）：臺語的意思就是鑽過房舍的巷子，也寫作穿屋巷。指連接主要道路的小巷弄，不但可省下來回折返丰字路的時間，也可避開壅擠人潮。

上述道路皆為依山勢而闢的步道，汽車不能進入。九份往瑞芳的聯絡道路縣道102號又被稱為汽車路，日治時代叫「自動車路」，顧名思義就是可供汽車通行，以方便貨物運送。此外由於九份的公車站牌設於此處，這裡也成為許多遊客到九份的必經之路。

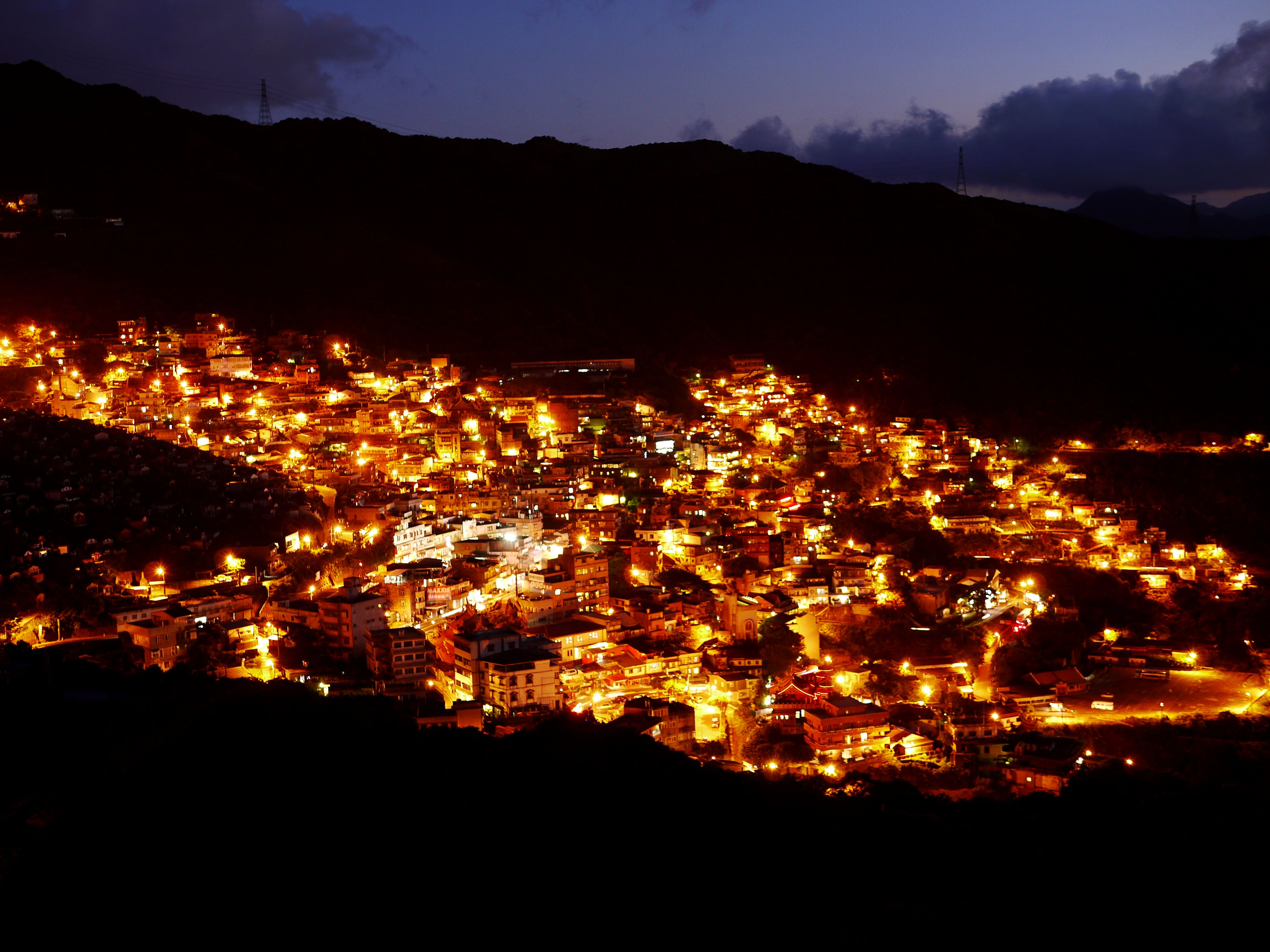
由基隆山遠眺九份夜景

### 黑油皮屋頂

柏油的油毛氈屋頂

由於九份地區多雨、多風，因此處原來屋頂的構造均採斜頂設計，在屋頂木板上鋪設一層抹上黑色柏油的「油毛氈」，不但防風防雨，且建造費用便宜，但夏天吸熱為其缺點。然而隨著都市現代化，所以當地居民已逐漸以水泥屋頂取代，黑油皮屋頂的景觀已逐漸地消失。

### 懷舊美食
九份的懷舊氣息自然承襲許多美食，例如芋圓與地瓜圓，除了原有的地瓜和芋頭口味之外，還有綠豆圓以及特別的抹茶、芝麻及山藥等口味，冷熱皆宜；香彈可口的芋粿巧、鹹甜適中的草仔粿、內含飽滿蘿蔔絲（蘿蔔切成絲狀）與蝦米的草仔粿；紅糟肉圓則是以傳統古法製作內餡，搭配上軟嫩的外皮與特調醬料；此外還有黑糖麻糬、豆腐乳、無鉛土皮蛋等美食。

### 鬼怪傳說特展
九份「鬼怪傳說特展」即日驚悚登場，自即日起舉辦至12/31，主辦先前為宣傳活動，特地於昇平戲院門口擺放 6 隻殭屍助陣，還有木乃伊、深海人面怪魚等精緻展品。

### 信仰中心
- 九份金山寺
- 九份青云殿
- 九份明聖宮
- 九份聖明宮
- 九份昭靈廟
- 九份代天府
- 九份仑顶福山宫
- 九份金山岩
- 金山佛堂

## 以九份為背景的作品
- 悲情城市
- Smile 光之美少女！第30話[12]
- 八番坑口的新娘
- 多情城市
- 孤戀花 (2013年電視劇)
- 夜夏 –風物詩–

## 出身此地的名人
- 廖勇
- 廖振福
- 吳念真
- 李壽全
- 林垂立
- 陳淑芳
- 陸小芬
- 張瓊姿
- 周雅芳
- 上官明莉
- 顏雲年：臺北瑞芳人，出身基隆顏家，臺灣煤礦大亨，有一子顏欽賢。
- 顏欽賢：臺北瑞芳人，出身基隆顏家，有一子顏惠民。
- 顏惠民：臺北瑞芳人，出身基隆顏家，為實業家。早稻田大學鑛山科畢業。其妻為石川縣人，育有二女。
- 一青妙：本名顏妙，後從母姓，日本牙醫、舞台劇演員、作家。其妹一青窈為歌手。
- 一青窈：本名顏窈，後從母姓，日本流行音樂歌手。

## 外部連結
- 交通部觀光署九份介紹
- 新北市政府觀光旅遊局九份老街介紹／九份老街遊
- 新北市政府觀光旅遊局YouTube上的九份即時影像